# 新湾岸道路
新湾岸道路（しんわんがんどうろ）は、千葉県市川市から同県千葉市および市原市に至る区間で構想されている高規格道路。東京都大田区から千葉県市原市まで第二東京湾岸道路（だいにとうきょうわんがんどうろ）として1994年12月16日に地域高規格道路の候補路線に指定されたが、後述する三番瀬の埋立問題などから構想は長らく具体化されなかった。東京湾岸道路の千葉県内区間の交通量が増加したことから、2019年に第二東京湾岸道路の千葉県内区間について検討が再開され、2024年12月現在「新湾岸道路」として新規事業化候補に挙げられている。第二湾岸、第二湾岸道路とも呼ばれ、東京外環自動車道と共に首都圏の環状高速道路の2環目を構成する。

## 概要
第二東京湾岸道路は、東京都大田区城南島と千葉県市原市廿五里（ついへいじ）の間の約50 kmを結ぶ幹線道路として構想された。首都高速道路(B)湾岸線の更に海側に計画されている路線である。東京湾岸地域（特に千葉県）の輸送力増強のために計画され、東京湾口道路、東京湾アクアライン、東京湾岸道路などとともに東京湾を8の字状に結ぶ東京湾環状道路の一部としても位置づけられている。

## 経緯
第二東京湾岸道路は、1960年代に建設省によって調査が始まり、1994年には地域高規格道路の候補路線に指定された。しかし、2001年に三番瀬の埋め立て計画（京葉港二期地区計画、市川二期地区計画）が白紙撤回されたことで、そこを通る予定だった第二東京湾岸道路の建設も困難となり、事実上の凍結状態となった。建設省時代から調査を担当していた国土交通省東京湾岸道路調査事務所は、2009年（平成21年）3月を以て廃止されている。
他方で、千葉県をはじめ関係自治体は「第二東京湾岸道路」の建設自体は推進の立場であり、三番瀬の埋め立て計画を白紙撤回させた堂本暁子前千葉県知事も、この路線については推進の立場を崩さなかった。
長らく建設構想が進んでいなかったが、東京湾岸部の道路の渋滞が課題となり、2019年に入り、国土交通省が建設に向けた検討会設置を決定した。今後は、三番瀬の環境に配慮しつつも、ルートや工法の具体化を検討するとしている。
2020年5月、国土交通省の検討会で、三番瀬に配慮しつつ高谷JCT、蘇我IC、市原ICの各周辺を基点とし、湾岸部を結ぶルートで検討する方針が定められた。
2023年度には「新湾岸道路検討会準備会」、2024年度には「新湾岸道路有識者委員会」が設置され、今後具体的なルートの選定等が進められる予定である。
2025年（令和7年）5月28日、国土交通省千葉国道事務所は第2回「新湾岸道路有識者委員会」を開催し、新湾岸道路の複数のルート案が公表された。

## 三番瀬
猫実川河口域を埋め立てた上で通過する構想があった。現在でも同海域の処遇に関しては議論が続いており、センシティブな問題となっている。